# ماکسیمیلیان بروکنر
ماکسیمیلیان بروکنر (به انگلیسی: Maximilian Brückner) (زاده ۱۰ ژانویه ۱۹۷۹) بازیگر آلمانی است.
از فیلم‌های معروف او می‌توان به بازی در فیلم اسب جنگی و کنفرانس وانزه اشاره کرد.